# Liste des territoires contestés de l'Inde

Carte montrant les territoires contestés de l'Inde.

Il existe plusieurs territoires contestés de l'Inde. Un différend territorial est un désaccord sur la possession ou le contrôle d'une terre entre deux ou plusieurs États ou sur la possession ou le contrôle d'une terre par un nouvel État et une puissance occupante après qu'il a conquis la terre d'un ancien État qui n'est plus actuellement reconnu par le nouvel État.
L'Inde est confrontée à des problèmes territoriaux avec certains de ses voisins – la Chine, le Pakistan et le Népal.
Le différend avec la Chine implique également la Taïwan basée à Taïwan. L'Inde a résolu sa frontière non délimitée avec le Bhoutan, qui comprenait de multiples irrégularités. L'Inde a également résolu ses différends frontaliers avec le Bangladesh et le Sri Lanka.

## Litiges actuels

### Chine

#### Frontière sino-indienne
Deux gouvernements se revendiquent être le gouvernement chinois légitime, la république populaire de Chine (RPC) et la république de Chine (RdC ; communément appelée « Taïwan »). Ils ne reconnaissent pas la légitimité de l'autre. La RPC contrôle réellement ses zones à la frontière indo-chinoise, tandis que la RdC n'a actuellement aucune frontière terrestre ou maritime partagée avec l'Inde. Leurs points de vue sont présentés ci-dessous. La ligne de contrôle réel (LAC) est actuellement la frontière opérationnelle entre l'Inde et la RPC.

#### Position de la république populaire de Chine
Les plaines de Depsang (en) sont situées à la frontière du territoire de l'union indienne du Ladakh et de la zone contestée d'Aksai Chin. L'armée chinoise a occupé la plupart des plaines pendant sa guerre de 1962 avec l'Inde, tandis que l'Inde contrôle la partie ouest des plaines. Le différend reste non résolu.
L'Arunachal Pradesh est un État de l'Inde créé le 20 janvier 1972, situé à l'extrême nord-est. Il borde les États d'Assam et de Nagaland au sud et partage des frontières internationales avec la Birmanie à l'est, le Bhoutan à l'ouest et la Chine au nord. La majorité du territoire est revendiquée par la Chine, qui l'appelle le Tibet du Sud (en). La frontière nord de l'Arunachal Pradesh reflète la ligne McMahon, une ligne délimitée par la convention de Simla de 1914 entre le Royaume-Uni et le gouvernement tibétain. La convention de Simla n'a jamais été acceptée par le gouvernement chinois, et elle a également été considérée comme invalide par les Tibétains en raison des conditions non remplies spécifiées dans le traité. La frontière n'a été largement appliquée par le gouvernement indien qu'en 1950. Actuellement, ce territoire est administré par l'Inde.

#### Position de la république de Chine
Tout au long de la guerre froide, le gouvernement de la république de Chine (en) avait la même compréhension du différend frontalier sino-indien que la RPC. En 1962, le ministère des Affaires étrangères de la RdC a déclaré qu'il ne reconnaissait pas la légalité de la ligne McMahon. La même année, les pays occidentaux ont accru la pression sur le dirigeant de la RdC Tchang Kaï-chek pour qu'il reconnaisse la légalité de la ligne McMahon afin d'isoler Pékin. Cependant, Tchang Kaï-chek a rejeté la ligne McMahon comme une « imposition impérialiste à la Chine ». En février 1987, la décision de l'Inde d'élever le statut de « région administrée centralement de l'Arunachal » à l'État de l'Arunachal Pradesh a été déclarée nulle et non avenue par le ministère des Affaires étrangères de la République de Chine. Le ministère, dans une déclaration officielle, a déclaré qu'il ne reconnaissait pas « l'occupation illégale » du territoire de la RdC au sud de la ligne McMahon et que la création de « l'État d'Arunachal Pradesh » était un acte illégal. En 1995, l'ambassadeur Teng Pei-Yin (en) (le premier représentant de la RdC en Inde) en réponse à un membre du parlement indien, a déclaré que la RdC ne reconnaissait pas la ligne McMahon. Cependant, la RdC n'a fait aucune déclaration sur le différend Chine-Inde depuis.

#### Zones contestées

Zone intégrée du de la Chine.

L'armée chinoise dispose d'un Commandement du théâtre occidental (en) intégré sur toute la frontière avec l'Inde. L'armée indienne a divisé la ligne de contrôle réel en 3 secteurs - le secteur ouest à travers le Ladakh et l'Aksai Chin sous contrôle chinois, le secteur central à travers l'Himachal Pradesh et l'Uttarakhand, et le secteur oriental à travers le Sikkim et l'Arunachal Pradesh. De même, l'armée de l'air indienne dispose d'un Commandement aérien occidental (en) basé à New Delhi, d'un Commandement aérien central (en) basé à Prayagraj et d'un Commandement aérien oriental (en) basé à Shillong avec plusieurs AFS (Air Force Stations/Bases), AGL (Advanced Landing Ground) et héliports pour couvrir la LAC.
Liste des zones contestées d'ouest en est le long de la frontière indo-chinoise :
| Zone contestée                                                               | Administration                                 | Administration              | Contrôlée par                                                        | Bases aériennes / AGLs | Bases aériennes / AGLs | Commentaires / Contexte géostrategique                                                                       |
| Zone contestée                                                               | Inde                                           | Chine                       | Contrôlée par                                                        | Inde | Chine                  | Commentaires / Contexte géostrategique                                                                       |
| ---------------------------------------------------------------------------- | ---------------------------------------------- | --------------------------- | -------------------------------------------------------------------- | --- | ---------------------- | --- |
| Vallée de Shaksgam                                                           | Ladakh (District de Leh)                       | Xinjiang                    | Chine (depuis 1963)                                                  | Daulat Beg Oldi (en) |                        | Cédé à la Chine en 1963 par le Pakistan sous réserve de la résolution du différend du Cachemire avec l'Inde. |
| Aksai Chin                                                                   | Ladakh (District de Leh)                       | Xinjiang                    | Chine (depuis 1962)                                                  | Daulat Beg Oldi AGL, Aéroport Kushok-Bakula-Rimpoché                                                                                            |                        | |
| Secteur de Demchok (en)                                                      | Ladakh (District de Leh)                       | Tibet (Préfecture de Ngari) | L'Inde et la Chine au sud et au nord du fleuve Indus respectivement. | Fukche (en) |                        | |
| Chumar (en) (2 sous-secteurs non contigus « Chumar Nord » et « Chumar Sud ») | Ladakh (District de Leh)                       | Tibet                       | Inde                                                                 | Nyoma (en), Padum AGL, Hélisurface à Chumar. |                        | |
| Kaurik (en)                                                                  | Himachal Pradesh (District de Lahaul et Spiti) | Tibet                       | Inde                                                                 | Aéroport de Chinyalisaur (en) AGL, Aéroport de Pathankot                                                                                        |                        | |
| Tashigang (en)-Shipki La (en)                                                | Himachal Pradesh (District de Kinnaur)         | Tibet                       | Inde                                                                 | Aéroport de Chinyalisaur AGL, aéroport de Pathankot                                                                                             |                        | Shipki La, avec un poste militaire indien, est un passage important pour le commerce.                        |
| Sang (en)-Nelang (en)-Pulam Sumda (en)                                       | Uttarakhand (District d'Uttarkashi)            | Tibet                       | Inde                                                                 | Aéroport de Chinyalisaur AGL, aéroport de Pathankot                                                                                             |                        | La zone couvre également les villages de Jadhang (en).                                                       |
| Barahoti (en)                                                                | Uttarakhand (District de Chamoli)              | Tibet                       | Inde                                                                 | Aéroport de Chinyalisaur AGL, Aéroport de Pithoragarh (en) AGL                                                                                  |                        | La zone couvre également les villages de Silakang Lapthal (en) Sangcha Malla (en).                           |
| Arunachal Pradesh                                                            | Arunachal Pradesh                              | Tibet                       | Inde                                                                 | Station de l'armée de l'air de Tawang (en) et 7 AGLs (Along, Mechuka (en), Pasighat, Tuting (en), Vijaynagar (en), Vijaynagar (en)Walong, Ziro) |                        | La majeure partie de l'État est revendiquée par la Chine.                                                    |

Dans le contexte géostratégique des différends entre l'Inde et la Chine, les différends sur Doklam et la voie de navigation du canal des dix degrés (en) et de la mer de Chine méridionale sont également pertinents. Doklam est un différend entre le Bhoutan et la Chine près de la tri-jonction Inde-Bhoutan-Chine. L'Inde s'est rangée du côté du Bhoutan dans le différend. La zone revêt une importance stratégique pour les trois pays. Doklam se trouve à proximité du corridor indien de Siliguri « Chicken's Neck » où une avancée militaire chinoise de moins de 130 kilomètres couperait le Bhoutan, une partie du Bengale-Occidental et tout le nord-est de l'Inde, une zone contenant près de 50 millions d'habitants. Ce scénario s'est produit pendant la guerre entre l'Inde et la Chine en 1962. L'Inde s'est lancée dans une série de projets de connectivité du nord-est de l'Inde (en) pour créer de multiples alternatives au corridor de Silliguri, notamment via le Bangladesh, les voies navigables nationales et les ports maritimes, afin d'atténuer le risque d'être coupé.
La ligne de communication maritime (en) la plus fréquentée au monde traverse le détroit de Malacca et le canal des dix degrés dans la zone économique exclusive de l'Inde, une région protégée par le Commandement Andaman et Nicobar (en). C'est un goulet d'étranglement géostratégique pour la Chine puisque plus de 94 000 navires marchands y transitent chaque année, transportant 40 % du commerce mondial de fret entre la Chine et d'autres pays. 5 milliards de dollars américains de commerce maritime annuel passent par la ligne de communication maritime et les points d'étranglement de l'Asie du Sud-Est et de la mer de Chine méridionale. 80 % du commerce mondial transite par le SLOC de l'océan Indien sous la forme de pétrole et de gaz naturel essentiels pour les économies avancées. L'Inde, l'Australie, le Japon et les États-Unis ont formé le Dialogue quadrilatéral pour la sécurité pour contenir la Chine dans le cadre de leur stratégie indo-pacifique.

### Pakistan

#### Cachemire

Les divisions de la région contestée du Cachemire administrées par les républiques du Pakistan, de l'Inde et de la Chine.

Les divisions de la région contestée du Cachemire administrées par les républiques du Pakistan, de l'Inde et de la Chine
Le conflit sur le Cachemire est principalement entre l'Inde et le Pakistan, la Chine jouant en grande partie un rôle de tierce partie. Le conflit a commencé après la partition de l'Inde en 1947, alors que l'Inde et le Pakistan revendiquaient initialement l'intégralité de l'ancien État princier du Jammu-et-Cachemire. En 1963, le Pakistan a reconnu la souveraineté chinoise sur le Trans-Karakoram Tract et l'Aksai Chin. L'Inde contrôle 70 % de la population du Cachemire et environ 55 % de sa superficie, y compris le Jammu, la vallée du Cachemire, la majeure partie du Ladakh et le glacier de Siachen. Le Pakistan contrôle environ 30% du territoire, y compris l'Azad Cachemire et le Gilgit-Baltistan. La Chine contrôle les 15 % restants du territoire, y compris Aksai Chin et le Trans-Karakoram Tract, pour la plupart inhabité, ainsi qu'une partie du secteur de Demchok.

#### Sir Creek
Sir Creek est un estuaire de marée de 96 kilomètres dans les marais inhabités du delta de l'Indus, à la frontière entre l'Inde et le Pakistan. Il se jette dans la mer d'Oman et sépare l'État du Gujarat en Inde de la province du Sind au Pakistan. Le différend frontalier indo-pakistanais de longue date de Sir Creek découle de la démarcation « de l'embouchure de Sir Creek au sommet de Sir Creek, et du sommet de Sir Creek vers l'est jusqu'à un point sur la ligne désignée sur le Western Terminus ». À partir de ce moment, la frontière est fixée sans ambiguïté telle que définie par la sentence du Tribunal de 1968.

#### Junagadh et Manavadar
Dans une nouvelle carte politique publiée en 2020, le Pakistan a revendiqué les anciens États princiers de Junagadh et Manavadar.

### Népal
Les principales zones de conflit entre l'Inde et le Népal sont Kalapani, Limpiyadhura, Lipulekh, Susta, Mechi et Tanakpur. On estime que 60 000 hectares de terres frontalières font actuellement l'objet d'un litige entre l'Inde et le Népal.

#### Territoire de Kalapani
Bien que revendiqué par le Népal, Kalapani est administré par l'armée indienne depuis la guerre frontalière de 1962 avec la Chine et les cartes indiennes montrent Kalapani comme faisant partie de l'Inde depuis longtemps. Le traité de Sugauli de 1816 signé par le royaume du Népal et l'Inde britannique en 1816 utilise la rivière Kali comme frontière ouest du Népal avec l'Inde. Cependant, l'absence de consensus sur l'emplacement précis de la rivière Kali a entraîné un différend quant à savoir si la terre composée de Kalapani, Limpiyadhura et Lipulekh fait partie de l'Inde ou du Népal. Certains chercheurs suggèrent que l'absence de consensus est due aux cartographes britanniques qui ont continué à déplacer la ligne délimitant la rivière vers l'est pour des raisons stratégiques. Cependant, certains chercheurs pensent également que l'absence de consensus est due au changement de cours du fleuve au fil du temps.
En novembre 2019, l'Inde a publié une nouvelle carte politique du pays qui, comme les cartes précédentes, montrait Kalapani comme faisant partie de l'Inde. Cette nouvelle carte a été rejetée par le Népal et des manifestations de masse contre l'Inde ont eu lieu dans tout le pays et devant l'ambassade de l'Inde au Népal. Les manifestants ont accusé l'Inde d'occuper leurs terres. En mai 2020, le ministre indien de la Défense, Rajnath Singh a inauguré une route de 80 kilomètres reliant Dharchula au col de Lipulekh. Le Népal a protesté contre la construction de la route. La région de Lipulekh est actuellement sous le contrôle de l'Inde. Le 20 mai 2020, le Népal a lancé sa propre carte montrant Kalapani, Limpiyadhura et Lipulekh comme faisant partie de son propre territoire. La nouvelle carte a ensuite été approuvée par le parlement népalais le 18 juin 2020. L'Inde s'est opposée à cette décision, affirmant que la décision d'inclure Limpiyadhura, Lipulekh et Kalapani n'est pas fondée sur des preuves ou des faits historiques.
Le 15 juin 2020, la police des frontières indienne, Sashastra Seema Bal (SSB), a signalé que des bornes frontalières qui servaient de démarcation manquaient le long de la frontière indo-népalaise. Le SSB a également signalé que la police des frontières népalaise avait établi cinq nouveaux avant-postes à proximité de la zone contestée. Le 19 juin, le Népal a commencé à déployer des troupes près des zones contestées. Les troupes avaient établi des camps et travaillaient à la construction d'un héliport dans la région. Le même mois, le chef de l'armée népalaise, le général Purna Chandra Thapa, après avoir visité la zone frontalière de Kalapani, a déclaré que l'armée népalaise commencerait à construire des casernes militaires et des avant-postes près de la zone de Kalapani. Le 21 juin, des résidents indiens des villages frontaliers de Dharchula et Jhoolaghat dans le district de Pithoragarh ont affirmé que des stations de radio au Népal menaient une campagne de propagande contre l'Inde en diffusant des chansons anti-indiennes et des bulletins d'information tendancieux montrant l'Inde sous un mauvais jour.

#### Territoire de Susta
Susta est un autre territoire qui est disputé entre le Népal et l'Inde. Il est actuellement contrôlé par l'Inde dans le cadre de l'État du Bihar. Les médias ont rapporté des habitants d'un village de Susta affirmant que Susta appartenait au Népal et qu'ils étaient des citoyens népalais. Le traité de Sugauli de 1816 a défini la rivière Gandaki comme la frontière internationale entre l'Inde et le Népal. La rive droite du fleuve était sous le contrôle du Népal tandis que la rive gauche était sous le contrôle de l'Inde. Le village de Susta était initialement sur la rive droite lorsque le traité a été signé et il faisait partie du Népal. Cependant, au fil des ans, la rivière Gandaki a changé de cours et Susta s'est retrouvée sur la rive gauche et est actuellement sous le contrôle de l'Inde. Le gouvernement du Népal a déclaré à plusieurs reprises que Susta appartient au Népal et que le gouvernement indien devrait restituer la région.

## Litiges résolus

### Sri Lanka
Le différend sur le statut de l'île de Kachatheevu a été réglé en 1974 par un accord entre les deux pays. Mais certaines affaires sont toujours en cours devant la Haute Cour de Madras qui ont été déposées plus tôt concernant ce différend déclarant qu'il avait été délivré illégalement au Sri Lanka. Plusieurs mesures ont encore été prises par le gouvernement d'union de l'Inde pour récupérer cette île sur le territoire indien une fois de plus.

### Bangladesh
L'île Sud Talpatti (comme on l'appelait internationalement) ou Sheikh Mujib Island (comme on l'appelait par les partisans bangladais de la ligue Awami) était un petit relief de banc de sable inhabité dans le golfe du Bengale, au large de la région du delta du Gange et du Brahmapoutre. À la suite du cyclone de Bhola en 1970, il a émergé dans la baie du Bengale du côté bangladais de la rivière de séparation et a disparu avant ou pendant le cyclone Aila (en) en 2009. En mars 2010, Sugata Hazra de l'École d'études océanographiques de l'université de Jadavpur à Kolkata a déclaré que l'île avait disparu et que l'élévation du niveau de la mer causée par le changement climatique était un facteur.
Les enclaves faisaient apparemment partie d'une carte à fort enjeu ou de jeux d'échecs il y a des siècles entre deux rois régionaux, le Maharaja de Cooch Behar et le Nawab de Rangpur et le résultat d'un résultat confus d'un traité entre le Royaume de Cooch Behar et l'Empire moghol. Après la partition de l'Inde en 1947, le district de Cooch Behar a rejoint l'Inde et Rangpur est allé au Pakistan oriental, qui est devenu le Bangladesh en 1971. Les premiers ministres de l'Inde et du Bangladesh ont signé un accord sur les frontières terrestres en 1974 pour échanger des enclaves et simplifier la frontière internationale. En 1974, le Bangladesh a approuvé un traité proposé pour échanger toutes les enclaves dans les territoires de l'autre, mais l'Inde ne l'a pas ratifié. Un autre accord a été conclu en 2011 pour échanger des enclaves et des possessions adverses. Une version révisée de l'accord a finalement été adoptée par les deux pays 41 ans après le début des négociations, lorsque le Parlement indien a adopté le 100e amendement à la Constitution indienne le 7 mai 2015. À l'intérieur de la partie principale du Bangladesh, il y avait 111 enclaves indiennes (17 160,63 acres), tandis que dans la partie principale de l'Inde, il y avait 51 enclaves bangladaises (7 110,02 acres). En ce qui concerne les possessions adversatives, l'Inde a reçu 2 777,038 acres de terres et a transféré 2 267,682 acres au Bangladesh. L'Inde a ratifié l'accord par un amendement constitutionnel en mai 2015. En vertu de cet accord, les résidents de l'enclave pouvaient continuer à résider à leur emplacement actuel ou déménager dans le pays de leur choix. La possession adverse de Berubari est allée au Bangladesh. Les frontières non marquées entre les nations ont également été finalement résolues concernant Daikhata-Dumabari, l'île de la rivière Muhurichar et Pyrdiwah.